# Thomas A. Schwartz

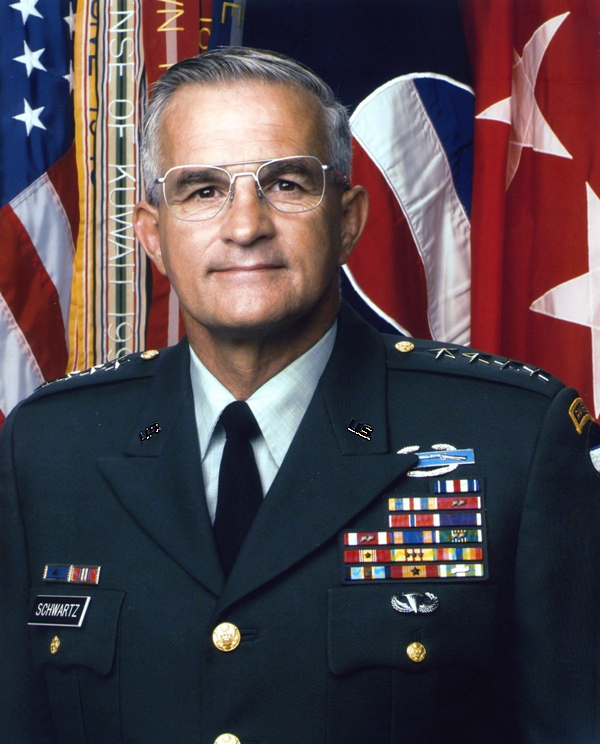
Thomas Al. Schwartz (Januar 1998)

Thomas Allen Schwartz (* 7. März 1945 in Saint Paul, Ramsey County, Minnesota) ist ein pensionierter Vier-Sterne-General der United States Army. Er war unter anderem Kommandeur der United States Forces Korea.
Thomas Schwartz besuchte die öffentlichen Schulen seiner Heimat und die katholische Cretin-Derham Hall High School in seiner Geburtsstadt Saint Paul. In den Jahren 1963 bis 1967 durchlief er die United States Military Academy in West Point. Nach seiner Graduation wurde er als Leutnant der Infanterie zugeteilt. In der Armee durchlief er anschließend alle Offiziersränge vom Leutnant bis zum Vier-Sterne-General.
Im Lauf seiner militärischen Karriere absolvierte Schwartz verschiedene Kurse und Schulungen. Dazu gehörten unter anderem der Infantry Officer Basic Course, die Ranger School, der Armor Officer Advanced Course, das Armed Forces Staff College und das Naval War College. Außerdem erhielt er akademische Grade von der Duke University.
Zwischen August 1968 und Oktober 1969 war Schwartz im Vietnamkrieg eingesetzt, wo er zunächst Zugführer und dann Kompaniechef war. Nach seiner Rückkehr in die Vereinigten Staaten absolvierte er den für Offiziere in den jeweiligen Rangstufen üblichen Dienst in verschiedenen Einheiten und Standorten. Dazu gehörten auch Aufgaben als Stabsoffizier in verschiedenen Hauptquartieren. Zwischenzeitlich war er auch in Deutschland stationiert.
Im Oktober 1993 erhielt Thomas Schwartz das Kommando über die 4. Infanteriedivision in Fort Carson in Colorado. Dieses Kommando behielt er bis zum 29. November 1995 kurz bevor die Division nach Fort Hood verlegt wurde. Nach seiner Zeit als Divisionskommandeur erhielt Schwartz Ende 1995 den Oberbefehl über das in Fort Hood stationierte III. Corps. In dieser Funktion löste er Paul E. Funk Sr. ab. Nachdem er sein Kommando an Leon J. LaPorte übergeben hatte, übernahm er am 31. Juli 1998 das Kommando über das United States Army Forces Command, das er bis zum 23. November 1999 innehatte.
Am 9. Dezember 1999 wurde Schwartz mit dem Kommando über den Großverband United States Forces Korea betraut. Dieses Kommando ist vier Teilstreitkräften des US-Militärs in Südostasien übergeordnet. Neben der U.S. Army gehören auch die dort stationierten Einheiten der United States Navy, der United States Air Force und des United States Marine Corps zu diesem Großverband. Gleichzeitig war Schwartz in Personalunion Kommandeur des gemeinsamen US-amerikanisch-südkoreanischen Streitkräftekommandos CINCCFC (Commanders, ROK/U.S. Combined Forces Command) sowie Oberkommandierender des United Nations Command. (Commander in Chief, United Nations Command). Nach dem Ende seiner Zeit als Kommandeur in Südkorea am 1. Mai 2002 ging er in den Ruhestand.
Zwischen 2004 und 2009 war Thomas Schwartz Vorstandsvorsitzender der Military Child Education Coalition. Später arbeitete er als Berater für die auf im Softwaregeschäft tätige Firma Taqtile.

## Orden und Auszeichnungen
Thomas Schwartz erhielt im Lauf seiner militärischen Laufbahn unter anderem folgende Auszeichnungen:
- Army Distinguished Service Medal
- Silver Star
- Defense Superior Service Medal
- Legion of Merit
- Bronze Star Medal
- Air Medal
- Army Commendation Medal
- Purple Heart
- Meritorious Service Medal
- Presidential Unit Citation
- Valorous Unit Award
- National Defense Service Medal
- Vietnam Service Medal
- Gallantry Cross (Südvietnam)
- Vietnam Campaign Medal (Südvietnam)